# Anderssengambiet
Het Anderssengambiet is bij het schaken, in de opening van een partij, een variant van de schaakopening Weens.
Het heeft als beginzetten: 1.e4 e5 2.Pc3 f5.
Eco-code C25.